# Marsilea vera
Marsilea vera är en klöverbräkenväxtart som beskrevs av Georg Oskar Edmund Launert. Marsilea vera ingår i släktet Marsilea och familjen Marsileaceae.
IUCN kategoriserar arten globalt som livskraftig (LC). Inga underarter finns listade.